# شارون لامب
شارون لامب (بالإنجليزية: Sharon Lamb)‏ هي عالمة نفس أمريكية، ولدت في 11 سبتمبر 1955.